# Kim Kong
Kim Kong ist eine französische Satire-Miniserie aus dem Jahr 2017 von Simon Jablonka und Alexis Le Sec, deren 3 Episoden am Stück am 14. September 2017 auf Arte ausgestrahlt wurden. Die Serie war der französische Beitrag im Wettbewerb des Serienfestivals Séries Mania 2017.

## Handlung
Der französische Regisseur Mathieu Stannis dreht auf Bestellung belanglose Actionfilme mit großem Publikumserfolg; er selbst findet sie aber schlecht und verliert die Lust am Arbeiten. Da wird er plötzlich entführt und landet in einer fiktiven ostasiatischen Diktatur, offiziell eine „Volksdemokratie“. Der Führer des Landes, genannt „Großer Kommandant“, will, dass Stannis ihm einen Film dreht, dessen Drehbuch der Kommandant selbst geschrieben hat: eine propagandistische Adaption von King Kong. Die Handlung des Films: Donald Trump lässt den Affen, der im Pentagon eingefroren war, wieder auftauen und greift mit ihm das Land an, aber nachdem eine Landarbeiterin ihm die Ideologie der Volksdemokratie erklärt, ist King Kong bekehrt und kämpft für die Sache des Staates. Stannis hat keine Wahl als anzunehmen, um nach Frankreich zurück zu dürfen, auch weil ihm vom Kommandanten mit Hinrichtung gedroht wird. Beim Dreh gibt es aber erhebliche Schwierigkeiten: Sprachbarrieren, unfähige Crewmitglieder, defekte Ausstattung, miserable Kostüme für das Monster.

## Figuren
Matthieu Stannis
ist in Frankreich ein erfolgreicher Regisseur für belanglose Actionfilmen mit vielen Fortsetzungen (zu Beginn dreht er Kicker 4, als er wieder in Frankreich ist, Kicker 6), die er auf Bestellung abarbeitet, ihm aber selber nicht gefallen und ihn frustrieren, wodurch er seine Lust an der Arbeit und Inspiration als Künstler verloren hat. Er ist Fan von François Truffaut, sieht sich selbst aber nicht beim Autorenfilm. Auch bei den Dreharbeiten an King Kong ist er aufgrund der Gefahrensituation und der schlechten Qualität der Produktion lange überhaupt nicht motiviert, bis er Geistesblitze hat und heimliche Talente in der Crew entdeckt. Langsam entfacht sein Enthusiasmus für das Filmschaffen neu.
Choi Han Sung
ist im Komitee des Zentrums für bildende und plastische Kunst und hat im Auftrag des Kommandanten als Produzent des Films Stannis entführen lassen, den er während der Dreharbeiten überallhin begleitet, obwohl er selbst vom Filmemachen keine Ahnung hat. Er hat die Ideologie der Volksdemokratie tief verinnerlicht und preist stets Staat und Führer, den Film und die Dreharbeiten. Er gibt sich immer optimistisch und motiviert und versucht auch bei Stannis Motivation zu wecken. Aber als Stannis ihn und das Komitee immer weniger einbezieht und der Kommandant ihn vom Film abziehen will, entwickelt Choi eine wachsende Unzufriedenheit.
Großer Kommandant
ist die Bezeichnung für den Führer der diktatorischen Volksdemokratie. (Sein eigentlicher Name und der des Landes werden nicht genannt.) In der Propaganda des Landes gibt es einen Personenkult um ihn: überall hängt ein Porträt von ihm; es wird gesagt, “er spürt keinen Schmerz, schläft nur fünfundvierzig Minuten pro Nacht und hat noch nie geweint,” letzteres laut Eigenaussage nicht einmal beim Ende von Titanic und seiner eigenen Geburt. Er droht seinen Mitarbeitern mit Hinrichtungen, lässt Raketentest durchführen und plant einen vernichtenden Angriff gegen die USA, aber ist eigentlich gar nicht an Politik interessiert, sondern am Film und Schreiben von Drehbüchern. Er ist großer Cineast, Sammler von Requisiten, Kenner und Kritiker des westlichen Kinos und großer Fan von Stannis. Das Drehbuch zu King Kong hat er selbst geschrieben und soll, auch wenn er Stannis Freiheiten lässt, seiner Vision entsprechen, um bei den Internationalen Filmfestspielen von Cannes die Ideologie des Landes zu propagieren.
Yu-Yu
ist die Hauptdarstellerin des Films. Ihre Rolle ist die Schwester des Helden, eine einfache Landarbeiterin, die den Gorilla zur Landesideologie bekehrt. Yu-Yu selbst hat diese Ideologie verinnerlicht und will in ihrer Rolle vor allem die Liebe zum Vaterland herüberbringen. Für sie ist es besonders wichtig, sich mit Stannis über ihre Rolle austauschen zu können, um ihr Spiel gut zu machen. In diesen Gesprächen führt Stannis sie in die Nouvelle Vague ein, ermuntert sie, eigene Gedanken einzubringen, und bietet ihr an, in seinem nächsten französischen Film mitzuspielen, was aber nicht möglich ist. Dadurch findet sie auch den Mut, gegen den Kommandanten für Stannis einzustehen, doch kurz darauf hat sie angeblich Selbstmord begangen. Ein Schreiben, das als ihr Abschiedsbrief präsentiert wird, besteht nur aus hohlen Phrasen und Schuldbekenntnissen im Stil stalinistischer „Selbstkritik“. Stannis widmet ihr den Film.
Dang Bok
ist der Hauptdarsteller des Films. Seine Rolle ist ein Bauer, der zum Krieger wird und den Widerstand des Volkes gegen die Bestie anführt. Dang Bok erledigt seine Szenen und fällt während der Dreharbeiten nicht weiter auf. Nach deren Abschluss entpuppt er sich aber als Mann der CIA, der vor 10 Jahren in das Land eingeschmuggelt worden ist, und Stannis’ Ausschleusung einleitet.
Bae Yoon Jo und Khan
sind Crewmitglieder am Set des Films. Bae Yoon Jo ist eine kleine, ältere Frau mit grauen Haaren, die anfangs als Chefkamerafrau arbeitet. Sie versteht Stannis nicht und antwortet ihm immer nur mit “Jaja”; ihre Anweisungen an die Crew hingegen vergibt sie immer mit lauter Stimme brüllend. Khan ist anfangs für die Klappe zuständig, stottert dabei aber. Nachdem Stannis entdeckt, dass Khan seit Jahren immer nachts heimlich an Licht und Kamera arbeitet, tauscht er die beiden Arbeiter gegenseitig in die Position des anderen, die ihnen jeweils eigentlich besser liegt.
Léo Duval
ist ein Special-Effects-Artist und Filmkollege von Stannis in Frankreich, den dieser in die Volksdemokratie bringen lässt, damit er bessere Masken für das Gorillakostüm herstellt. Natürlich ist Leo davon zunächst nicht begeistert, fügt sich dann aber. Als Stannis das Land verlassen kann, entscheidet Leo sich zu bleiben, weil er bereits ein neues Angebot erhalten hat und sich zudem in Bae Yoon Jo verliebt hat. Diese Rolle wird von dem Regisseur der Serie verkörpert.

## Episodenliste
| Nr. | Deutscher Titel | Originaltitel | Erstausstrahlung Frankreich | Deutschsprachige Erstveröffentlichung (D) |
| --- | --------------- | ------------- | --------------------------- | ----------------------------------------- |
| 1 | Folge 1         | Épisode 1     | 14. Sep. 2017               | 14. Sep. 2017                             |
| Der französische Regisseur Mathieu Stannis will die Dreharbeiten zu seinem aktuellen Film abbrechen, den er “scheiße” findet, weil er die Lust am Kreieren verloren hat, als er plötzlich aus seinem Hotelzimmer entführt wird. Er erwacht in einem Zimmer, wo ihm ein fremder Mann (Choi) verkündet, er wurde vom Großen Kommandanten ausgewählt, einen Film zu drehen. Stannis flieht, aber muss draußen erkennen, dass er in einem anderen Land ist und keine Chance zur Flucht hat. Nach Monaten im “Zentrum für freiwillige Umerziehung” und einem Gespräch mit dem französischen Botschafter fügt er sich, um nach dem Film nach Hause zu können. Er wird dem Diktator der “Volksdemokratie” vorgeführt, der ihm die Handlung des Films präsentiert: Es ist eine Adaption von King Kong. Bereits der erste Drehtag macht viele Schwierigkeiten deutlich: unfähige Crewmitglieder, Sprachbarrieren und defekte Ausstattung. Stannis sieht sich Filme des Landes an und kopiert Szenen daraus für seinen Film, was dem Produzenten Choi auf- und missfällt. Bei der Vorführung der ersten Muster mit dem Kommandanten wird eine solche Szene gezeigt. Um seine Meinung auszudrücken, nimmt dieser eine Requisite, “das Messer von Rambo,” und rammt es Stannis in den Oberschenkel, während er die Mängel dieser Szene aufzählt und betont, dass er “große Kinematographie” sehen will. |                 |               |                             |                                           |
| 2 | Folge 2         | Épisode 2     | 14. Sep. 2017               | 14. Sep. 2017                             |
| Stannis hat wegen der schlechten Masken Probleme bei der Umsetzung von King Kongs erstem Auftreten. Aber während einer Feier zur Beendigung der ersten Drehwoche kommt ihm der Geistesblitz, aus der Perspektive des Gorillas zu drehen. Bei einer anderen Szene, in der Yu-Yu singen soll, bekommt er nach mehreren Fehlversuchen einen Ausraster und schreit viele Mitarbeiter an, wodurch Yu-Yu doch die richtigen Gefühle in den Gesang legt. Stannis findet endlich einen Zugang zu ihr und entdeckt zudem Khans heimliches Talent für Licht und Kamera, sodass er ihn in diese Funktionen versetzt. Von nun an ist Stannis motivierter, setzt sich mehr in die Arbeit ein und tauscht sich mit Yu-Yu aus. Auch nimmt er Änderungen im Drehbuch vor, was Choi missfällt, aber den Kommandanten überzeugt. Dieser lädt darauf Stannis zum Essen ein und führt mit ihm Gespräche über das Kino; im Gegenzug äußert Stannis eigene Ideen für den Film, wie die Rolle der Yu-Yu zur Heldin zu machen. Er lässt seinen Filmkollegen Leo entführen, damit der ihm eine bessere Affenmaske herstellt. Leo bemerkt missbilligend Stannis’ Enthusiasmus am Film in der für sie ernsten Situation, und auch Choi ist nicht zufrieden, weil er als Produzent von Stannis nicht eingebunden wird. |                 |               |                             |                                           |
| 3 | Folge 3         | Épisode 3     | 14. Sep. 2017               | 14. Sep. 2017                             |
| Stannis nimmt sich immer mehr Freiheiten und umgeht die Regelungen des Komitees, um seine Vision des Films umzusetzen, als der französische Botschafter ihm verkündet, die CIA würde innerhalb 48 Stunden seine Ausschleusung organisieren, wenn er ihnen geheime Dokumente des Kommandanten zukommen lässt. Stannis erzählt Yu-Yu, welchen Film er als nächstes in Frankreich machen möchte und dass er Yu-Yu als Hauptdarstellerin haben will; diese muss ablehnen, weil es den Künstlern des Landes nicht gestattet ist, dieses zu verlassen. Als der Kommandant Choi von dem Film abziehen will, berichtet dieser, dass Stannis viele dem Kommandanten wichtige Szenen gestrichen hat. Der Kommandant taucht daraufhin am Set auf und droht, Stannis zu feuern oder zu erschießen, wenn der sich nicht an die Vision des Kommandanten hält. Nur Yu-Yu spricht vor und unterstützt Stannis. Am nächsten Drehtag ist plötzlich eine andere Schauspielerin an ihrer Stelle da: Yu-Yu habe Selbstmord begangen und einen Abschiedsbrief hinterlassen. Stannis fällt in Trauer und verweigert seine Arbeit, sodass der Kommandant Choi als Regisseur einsetzt. Als Stannis ans Set zurückkehren will, präsentiert der Kommandant ihm die Idee für einen zweiten Film – Godzilla –, für den Stannis im Land bleiben soll. Bei diesem Treffen schafft er es, die Dokumente des Kommandanten zu fotografieren, die er darauf dem französischen Botschafter in Aussicht stellt. Nachdem der Film beendet ist, enthüllt Dang Bok sich als Mann der CIA und leitet Stannis’ Ausschleusung ein. Bei Betrachtung der Schlussszene mit Yu-Yu weint der Kommandant doch. |                 |               |                             |                                           |

## Besetzung und Synchronisation
Die deutschsprachige Synchronisation entsteht nach einem Dialogbuch und unter der Dialogregie von Masen Abou-Dakn durch die Interopa Film GmbH in Berlin.
| Rolle            | Funktion                                          | Darsteller       | Folgen | Synchronsprecher   |
| ---------------- | ------------------------------------------------- | ---------------- | ------ | ------------------ |
| Hauptfiguren     |                                                   |                  |        |                    |
| Mathieu Stannis  | Regisseur des Films                               | Jonathan Lambert | 1 – 3  | Gerrit Schmidt-Foß |
| Choi Han Sung    | Produzent des Films                               | Frédéric Chau    | 1 – 3  | Jacob Weigert      |
| Kommandant       | Diktator der Volksdemokratie                      | Christophe Tek   | 1 – 3  | Tobias Nath        |
| Yu-Yu            | Hauptdarstellerin des Films                       | Audrey Giacomini | 1 – 3  | Luisa Wietzorek    |
| Dang Bok         | Hauptdarsteller des Films                         | Anthony Pho      | 1 – 3  | Florian Cyde       |
| Nebenfiguren     |                                                   |                  |        |                    |
| Léo Duval        | Special Effects Artist                            | Stephen Cafiero  | 2 & 3  | Tim Moeseritz      |
| Bae Yoon Jo      | erst Chefkamerafrau des Films, dann an der Klappe | Isabelle Girard  | 1 – 3  | Mey Lan Chao       |
| (Name ungenannt) | französischer Botschafter                         | Henry Courseaux  | 1 – 3  | Wolfgang Ziffer    |
| Marie Zimmer     | Mathieus Agentin                                  | Domitille Bioret | 1      | Katharina Koschny  |
| Khan             | erst an der Klappe, dann Kameramann des Films     | Philip He        | 1 – 3  | Zhiping Jia        |

## Themen
Kim Kong, deren Titel ein Wortspiel aus den Namen der nordkoreanischen Diktatoren Kim Jong-il und Kim Jong-un sowie dem Filmmonster King Kong darstellt, behandelt als seine beiden Themen Diktaturen und die Filmkunst. Die Handlung beruht auf einer wahren Begebenheit: der Entführung des südkoreanischen Regisseurs Shin Sang-ok im Auftrag Kim Jong-ils, der selbst ein Cineast war, damit dieser ihm Filme zu Ehren des Landes drehte, darunter etwa der Monsterfilm Pulgasari.
Die Serie ist eine Politsatire auf ostasiatische Diktaturen wie Nordkorea und China – die fiktive Volksdemokratie ist auf einer Karte Asiens im Vorspann an die südliche Küste Chinas angrenzend positioniert – und auf deren Diktatoren, im Konkreten besonders auf Kim Jong-un. In der Landesideologie wird der Führer, der Große Kommandant, in einem Personenkult verehrt und die einfachen Landarbeiter heroisiert. Bei den Dreharbeiten und im Alltag wird deutlich, wie die Propaganda in alle Bereiche des Lebens eindringt und das Sprechen und Denken der einheimischen Figuren bestimmt. Überall hängt ein Porträt des Kommandanten, viele Innenwände zieren Gemälde mit Szenen der Landarbeit, im Radio und Karaoke läuft immer nur die Nationalhymne, die die Liebe zum Vaterland besingt und auch im Film untergebracht wird. Gleichzeitig ist im Hintergrund auch immer die Bedrohung durch das Militär und den Kommandanten, der ständig von Militärgenerälen umgeben ist, präsent: wer ihn enttäuscht oder sich nicht fügt, dem drohen das „Zentrum für freiwillige Umerziehung“ oder Hinrichtung. Weitere Restriktionen für die Einheimischen zeigen sich darin, dass die Künstler das Land nicht verlassen dürfen.
Ein weiteres Thema der Serie sind Reflexionen über Film als Kunst und dessen Produktion, worüber sich die Figuren, hauptsächlich der Kommandant und Stannis, austauschen. So will der Kommandant als Basis für die Zusammenarbeit beim ersten Treffen von Stannis wissen, was für ihn der Film ist.

„Der Film, ja, … er ist ein Ausdrucksmittel, … das Geschichten erzählt … in einer universalen Sprache.“

In ihren Gesprächen werden viele Filmemacher und Regisseure, französische wie Georges Méliès, Jean-Luc Godard und Luc Besson und anderssprachige wie Quentin Tarantino, Steven Spielberg und Stanley Kubrick erwähnt; außerdem verschiedene westliche Filme wie Rambo, Terminator und Titanic. Insbesondere François Truffaut wird dabei häufig referiert: Stannis zeigt Yu-Yu Beispiele der Nouvelle Vague, diese will mit Choi den Film Sie küßten und sie schlugen ihn diskutieren. Choi, der sich beim Film überhaupt nicht auskennt, beginnt, um mit Yu-Yu und Stannis kommunizieren zu können, Zitate Truffauts über Film zu lernen und aufzusagen. 

„Im Film geht es harmonischer zu als im Leben, Mathieu Stannis. Es gibt keine Staus in den Filmen, keine Wartezeiten, verstehen Sie? Filme bewegen sich wie Züge … wie Züge in der Nacht.“

Neben dieser Ehrungen des Kinos von damals wird das heutige westliche Kino für den Einsatz übermäßiger digitaler Technik und die Produktion des Films als Massenware statt als Kunst kritisiert, zum einen durch die Darstellung der Filmproduktion von Kicker 4 in Frankreich, die Stannis Motivation und Inspiration entzieht, zum anderen in Gesprächen zwischen ihm und dem Kommandanten, der seiner Kritik am westlichen Kino Antisemitismus beimischt.

„Das Kino des Westens hat seine Seele verkauft. Es hat einmal den Künstlern gehört. Aber heutzutage kontrollieren es bloß die CIA und die Juden.“

Axel Weidemann schreibt für die F.A.Z., die Serie sei “eine Hommage an das Filmemachen von einst, mitsamt Schneidemaschinen, die noch Kurbeln haben und Glockentöne von sich geben [...]. „Kino“, sagt der Kommandant, „ist Emotion – nicht Software.“ Auf die Filmkunst.”